# Kanono
Kanono est commune rurale située dans le département de Kordié de la province de Sanguié, dans la région du Centre-Ouest au Burkina Faso.